# Angeles
Angeles – miasto na Filipinach, w regionie Luzon Środkowy, w prowincji Pampanga, na wyspie Luzon, na północny zachód od Manili. W 2010 roku jego populacja liczyła 326 336 mieszkańców.